# Federalismo cirenaico
El federalismo cirenaico es un movimiento político surgido en Libia en 2012 —si bien cuenta con amplias raíces históricas— que demanda la autonomía de la región de Cirenaica y la federalización de la nación africana como medio para acelerar su progreso tras la guerra de Libia de 2011.

## Raíces históricas
Aunque las fronteras libias fueron formalmente definidas en el siglo XX, éstas responden a la voluntad de los poderes coloniales europeos y fallan en representar la complejidad étnica del país, compuesto principalmente por pueblos de origen árabe y bereber —incluyendo a los tuareg— y de la llamada África negra.  Es con la derrota del fascismo en la Segunda Guerra Mundial cuando se decide en la Conferencia de Potsdam de 1945 dar la independencia a Libia, que pasa a ser una monarquía gobernada por Idris I de Libia. Éste pertenece a la cofradía sanusí, una tariqa sufí asentada especialmente en Cirenaica.
Idris de Libia es depuesto por el coronel Muamar el Gadafi en 1969. Comienzan así cuarenta años de dictadura en los que se trata de armonizar a todas las identidades libias en una única "República del Pueblo" socialista y árabe-nacionalista, en la práctica sometida al líder libio y copada por miembros de su tribu, los Qadhadhfa. En 2011 el dictador es depuesto y el Estado libio, tal y como fue concebido en 1945, comienza a resquebrajarse.
Pronto la región de Cirenaica empezó a demandar una mayor autonomía, en virtud de su identidad cultural histórica. A diferencia de en el resto de regiones del país, allí se habían asentado en el año 1050 las llamadas nueve tribus de Sa'adi, descendientes históricas de la tribu beduina árabe de Beni Sulaim. Se dividen a su vez en dos ramas: Jibarna —Awaquir, Magharba, Abid y Arafa— y Harabi —Abaidat, Hasa, Fayid, Bara'asa y Darsa—. Son tribus de un marcado carácter aristócrata. En la época de colonización otomana, eran descritas como las tribus libres (al-Hurra), pues se dedicaban al pastoreo y al cultivo ocasional cuando las lluvias lo permitían, no atrayendo así la atención de la Administración en materia fiscal. Durante la monarquía, fueron siempre favorecidas por el rey Idris I, pero con la creación de un Gobierno central y el comienzo de la explotación del petróleo la economía tradicional sufrió un paulatino declive, si bien aún mantienen su influencia social. Este proceso de decadencia explica en buena parte la revolución que en 2011 derrocó a Gadafi.

## Federalismo tras la caída de Gadafi
El 20 de julio de 2011 tuvo lugar la primera Conferencia Nacional para el federalismo, propuesta como una solución para alcanzar la estabilidad tras la caída de Gadafi. El doctor Abu Bakr Buera fue el jefe del comité y más tarde se le nombró presidente del Bloque Federal Nacional, el primer grupo político en demandar una mayor autonomía como alternativa.
El 6 de marzo de 2012, un familiar del difunto Idris I de Libia, Ahmed al-Senussi, fue nombrado líder del recién creado Consejo Cirenaico de Transición, en un encuentro entre líderes tribales y militares. De acuerdo con el Consejo, su gobierno se extendía desde la ciudad de Sirte hasta la frontera con Egipto.
En octubre de 2013 el grupo fue renombrado como el Consejo de Cirenaica en Libia (CCL por su siglas en inglés), expresando su voluntad de crear un Parlamento local y una Shura.
Esto provocó varios enfrentamientos entre el Consejo Cirenaico y el gobierno central, lo que detuvo las negociaciones sobre el federalismo. Los federalistas siguieron, no obstante, actuando de forma unilateral y, el 2 de noviembre de 2012, una nueva iniciativa dirigida por Muheddine Mansury, Osama Buera y Salem Bujazia organizó manifestaciones y distribuyó miles de banderas de la región.
Finalmente, el 6 de noviembre, Abd-Rabbo al-Barassi fue nombrado jefe del autoproclamado Gobierno de Cirenaica con el apoyo militar de Ibrahim Jadran. Jadran era el líder de su propia milicia, las Fuerzas de Autodefensa de Cirenaica, pero además dirigía la Guardia de Instalaciones Petrolíferas (PFG por sus siglas en inglés), un órgano oficial del aparato del Estado dependiente del Ministerio de Petróleo y encargado de la protección de las refinerías de crudo. Puesto que gran parte de los yacimientos petrolíferos se encuentran en Cirenaica, en la práctica la milicia de Jadran se integraba y componía casi en su totalidad a la PFG, hasta el punto de convertirse en su "ejército privado".
El 11 de noviembre el Gobierno de Cirenaica anunció la creación de su propia compañía petrolera, lo que deterioró aún más las relaciones con el Gobierno nacional.
En 2013, Jadran estableció el Bureau Político de Cirenaica, y tomó el control de los puertos del Este, entre ellos Sidra, Ras Lanuf y Zueitina. En agosto de 2013, Jadran publicó la "Declaración de Ras Lanuf", en la que exigía el derecho de Cirenaica de "gobernar sus propios asuntos". Para octubre de 2013, la milicia de Jadran, las Fuerzas de Autodefensa de Cirenaica, ya contaban con 17.500 hombres.
En 2014, Jadran intentó vender petróleo del puerto de Sidra por su propia cuenta y sin el beneplácito del Gobierno central a través de un navío con bandera norcoreana, el MV Morning Glory, que evadió el bloqueo naval libio. No obstante, el barco fue interceptado por el buque estadounidense USS Roosevelt. La embajadora estadounidense, Deborah K. Jones, justificó la acción condenando los planes de Jadran como un "robo al pueblo libio".
Tras este apoyo tácito de EE. UU. el gobierno de Trípoli logró negociar, en julio de 2014, con los rebeldes cirenaicos, que aceptaron solicitar su aceptación para la exportación de petróleo. A pesar de ello, se generó una crisis política nacional que terminó con el Congreso General planteando una moción de censura contra el primer ministro Alí Zeidan.

## Federalismo en la segunda guerra civil libia
En el Este de Libia, a diferencia de en otras regiones, los desertores del orden castrense tras la guerra de Libia de 2011 eran numerosos. Ello se debe a que los cirenaicos, aunque trataron de integrarse en la Jamahiriyya para no ser excluidos del poder político, nunca fueron especialmente fieles a Gadafi, ni partidarios del derrocamiento de Idris I. Al final del conflicto, la mayor parte de los oficiales vieron como estaban siendo marginados ante la creciente importancia de las fuerzas rebeldes de origen civil. En este contexto, muchos militares van a llevar a cabo maniobras políticas para mantener su importancia a través de lazos locales y regionales.
En noviembre de ese mismo año, alrededor de 200 oficiales del Este del país se reunieron en Al Baida y constituyeron el Consejo Militar de Cirenaica, al tiempo que presentaron al general Jalifa Haftar como su candidato a Jefe del Estado Mayor del Ejército. Cuando el Congreso General designó a Yousef Mangoush en enero de 2012 para el cargo, la condena del Cirenaica fue enérgica.
En ausencia de una jerarquía establecida, cada uno de los oficiales trataron de expandir el número de hombres bajo su control. Este proceso de reclutación se entiende como remedio ante el excesivo grado de burocratización del Ejército libio, que durante de la época de Gadafi estaba copado de altos cargos y un número ínfimo de soldados rasos. Pero también sirve a los oficiales del Ejército como oportunidad para desarrollar redes clientelísticas, en ocasiones incluso eligiendo a sus miembros de forma nepótica.
Fue en este contexto en el que, el 14 de febrero de 2014, Haftar anunció la suspensión del Congreso y la formación de un cuerpo presidencial temporal. El intento definitivo de golpe de Estado no tendría lugar hasta el 21 de mayo de ese mismo año, con un nuevo comunicado en el que Haftar traspasaba el poder a un "gobierno de emergencia", sin explicar quien lo integraría.
La llamada Operación Dignidad fue presentada como una acción patriótica del orden castrense contra la creciente islamización del Congreso General y sus milicias aliadas (algunas incluso próximas a Al-Qaeda), pero es evidente que la campaña del general Haftar fue también una apuesta de los oficiales del Este de Libia para ganar más poder. Así, poco a poco, muchas de las tribus —Magharba, Hassi y Awaquir— que originalmente habían apostado por el federalismo, eligieron al militar como medio para expandir su influencia en el país.
Las relaciones entre Jadran —el principal valedor del federalismo como movimiento político— y el general Haftar fueron en un primer momento cordiales, pero pronto se hizo notable que el Ejército quería hacerse con el control de los puertos petrolíferos de Ras Lanuf, Sidra y Zuetina. En septiembre de 2016 los militares lanzaron la Operación al-Barq al-Khatif ("Rayo Repentino") contra la Guardia de Instalaciones Petrolíferas, arrebatándolas rápidamente el control. La ofensiva se produjo sin ningún derramamiento de sangre, puesto que Salah al-Atewish, el líder de la tribu Magharba (a la que la mayor parte de los miembros de la PFG pertenecían) les persuadió para que se disolvieran. Al-Atewish sobreviviría meses más tarde a un intento de atentado fallido, el cual algunas fuentes relacionaron con Jadran. Acto seguido Haftar crearía una nueva rama "oficialista" de la PFG leal a sus objetivos y con el coronel Muftah Al-Magariaf a la cabeza.
Jadran buscó el apoyo del Gobierno de Acuerdo Nacional de Trípoli, así como de las Brigadas de Defensa de Bengasi, un grupo islamista leal al clérigo Sadiq al-Ghariani. En diciembre de 2016 lanzaron una ofensiva para retomar el control de Ben Yauad y Naufaliya, pero rápidamente fueron expulsados.
Paralelamente, las tribus Maghariba y Zuwaya maniobraron políticamente para exigir la dimisión de Salem Jadran, el hermano del líder rebelde, de su puesto de alcalde en la localidad de Ajdabiya.
El 7 de marzo de 2017, fuerzas leales a Jadran y a las Brigadas de Defensa de Bengasi lanzaron una segunda ofensiva que de nuevo resultó derrotada. El Consejo Presidencial del GNA intentó crear una tercera rama de la PFG, dirigida por Idris Abu Khamada (quien ya ocupó el cargo en 2013 durante el mandato del primer ministro Alí Zeidan), pero fue expulsada por el Ejército.
En septiembre de 2017 el Gobierno de Acuerdo Nacional nombró a Faraj Al-Gaem de la tribu Awaqir como Viceministro de Defensa, en lo que fue visto como un intento de recuperar el respaldo de los clanes del Este de Libia. Haftar respondió ordenando el arresto de cualquier político vinculado a dicho Ejecutivo.